# NoART eARTh day
A noART eARTh day a Művészeti Alkotástól Távolmaradás Világnapja, február 29-e.
2008. február 29.  óta, későbbiekben négyévenként, majd minden évben egy nappal több napon, a környezetvédelmi világnapok (pl. a Föld napja) mintájára, a művészek nem terhelik a bolygót műalkotások létrehozásával.

## Története
Ivan Ladislav Galeta (1947–2014) horvát képzőművész 2008. február 29-én a Fenntarthatóság és Kortárs Művészet: Kivonulás vagy aktivizmus? című nemzetközi szimpóziumon Budapesten ismertette a noART eARTh day kiáltványát, melyet huszonöt nyelvre lefordíttatott.  A projekt részben mint hálózati mű valósult meg a www.noartearthday.com oldalon; ez ma már nem látható.
Előadásában több olyan művészeti produktumot is bemutatott, amelyek létrehozásuk révén pusztító hatással lettek környezetükre.
Élesen bírálta Robert Smithson világszinten ismert land art művét, a Spirális gátat, mivel művészi alkotásával Smithson tönkretette a utahi Nagy-sóstó flóráját és faunáját.
Amikor művészetről van szó, úgy tűnik, hogy minden megengedett és megbocsátott; ez elfogadhatatlan a jövőnk szempontjából – protestált Galeta.

## A kiáltvány szövege
NOART EARTH DAY
„A kreáció minden tevékenysége valójában romboló tevékenység. (Pablo Picasso)
Felvetem, hogy február 29-ét kikiáltsák a Művészeti Alkotástól Távolmaradás Világnapjává.
Tekintettel arra, hogy ma mindenkiből lehet művész, még csak speciális képzettség sem szükséges hozzá, az elmúlt időszakban egyre aggasztó tényező lett, hogy mindenki úgy gondolja a művészi alkotásuk érdemes rá, hogy az meg legyen őrizve a jövő generációi részére.
A másik ok, hogy manapság egyre többen hagyják ott műtermeiket, amelyek zárt terében kissé klausztrofobikussá vált az alkotás, arról nem is beszélve, hogy a folytonos összezártság a festékekkel és a kémiai anyagokkal nem tesz jót az egészségnek és a léleknek sem. Így elkezdődött a kivonulás a szabad levegőre, egyre több lett a landartisztikus tevékenység, amely kreatív szabadsága miatt akkora méretben vonzotta a művészeket, hogy néhol már aggasztó méreteket öltött – ezt az internetes oldalakon is meg lehet figyelni.
Anélkül, hogy belemennénk a különböző értékrendek vitájába arról, hogy valamely művészeti alkotás mestermunka-e vagy sem, ami a jelenlevő szövegkörnyezetben teljesen lényegtelen is, félek, ha tovább folytatjuk az érintetlen természet „szebbé formálását” és a művészeti alkotások tömeges felhalmozását, melyeknek logikus következménye a megfelelő tárolóhelyek létrehozása számukra, nemsokára úgy fogjuk végezni, mint a Rapa Nui civilizáció.”